# Nicholas Kurti
Nicholas Kurti (en húngaro: Kürti Miklós) FRS (14 de mayo de 1908 - 24 de noviembre de 1998) fue un físico húngaro que vivió en Oxford, Reino Unido durante la mayor parte de su vida. Es famoso por sus trabajos junto con el químico Hervé This del concepto de gastronomía molecular.
Fue galardonado en 1969 con la medalla Hughes, concedida por la Royal Society «por su destacada labor en física de bajas temperaturas y en termodinámica».